# Mane Kareung
Mane Kareung is een bestuurslaag in het regentschap Lhokseumawe van de provincie Atjeh, Indonesië. Mane Kareung telt 683 inwoners (volkstelling 2010).